# (546066) 2011 YZ46
(546066) 2011 YZ46 ist ein Asteroid des inneren Hauptgürtels, der am 27. Dezember 2011 von Spacewatch am Steward Observatory/Kitt Peak in Arizona/Vereinigte Staaten (IAU-Code 691) entdeckt wurde.